# Georg Kaufmann (Politiker)

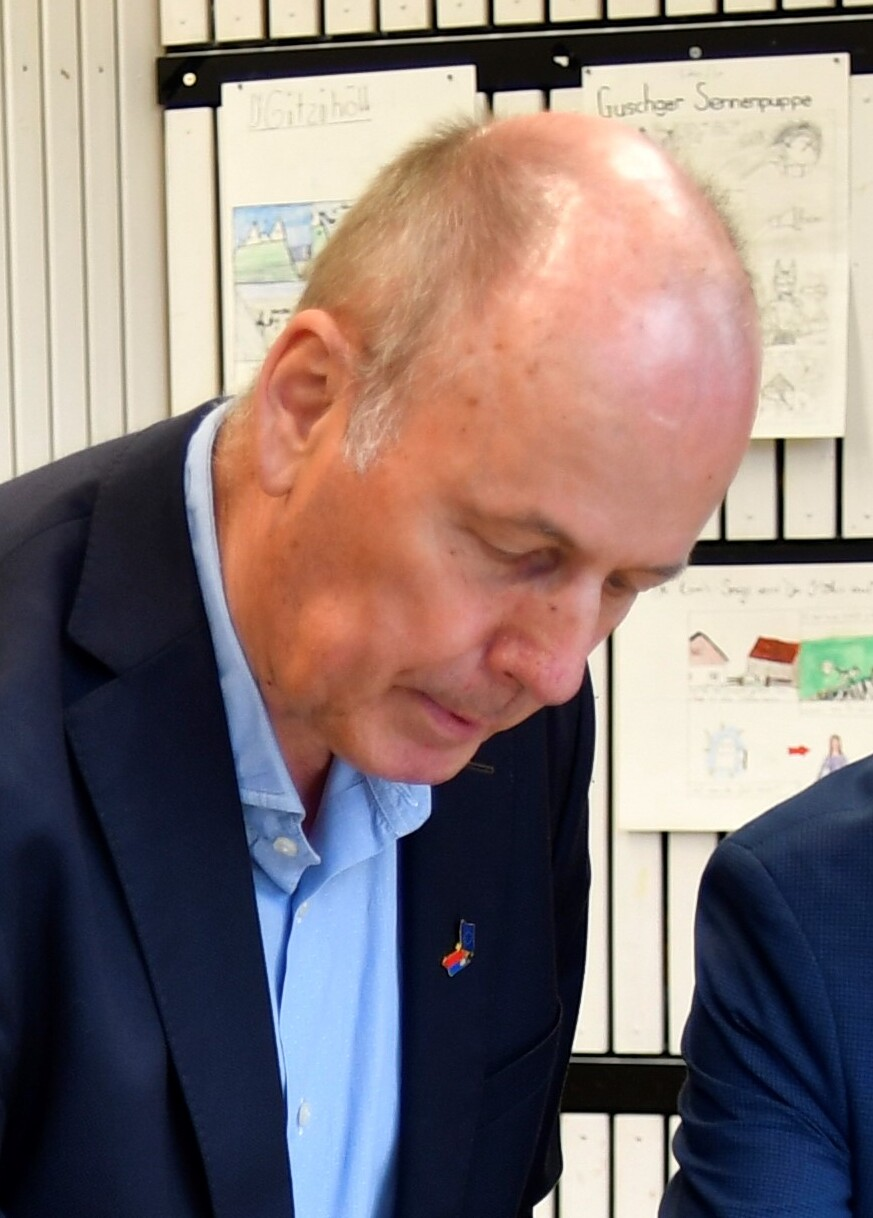
Georg Kaufmann (2022)

Georg Kaufmann (* 22. November 1955 in Bludenz) ist ein liechtensteinischer Berufsberater und Politiker (FL). Seit 2017 ist er Abgeordneter im liechtensteinischen Landtag.

## Biografie

### Studium und Beruf
Kaufmann entstammte einer Lehrerfamilie und wuchs in Schellenberg, später dann in Schaan auf. Er besuchte das Gymnasium und studierte danach an der Universität Fribourg in der Schweiz, wo er 1979 seinen Abschluss als Sekundarlehrer für Deutsch, Französisch, Englisch und Sport erhielt. Nach einem Aufenthalt in Schottland als Sprachassistent, kehrte er nach Liechtenstein zurück und arbeitete fast 20 Jahre als Lehrer an einer Realschule.
Mit Anfang 40 begann Kaufmann sich mit seiner weiteren beruflichen Karriere auseinanderzusetzen. Dies führte dazu, dass er ein berufsbegleitendes Studium zum Berufsberater absolvierte. Von 1998 bis 2007 arbeitete er als Berufs- und Laufbahnberater im Bezirk Werdenberg, im Kanton St. Gallen. In dieser Zeit erhielt er 2000 vom Schweizer Verband für Berufsberatung (SVB) ein Diplom. Von 2007 bis 2014 war er Leiter der Abteilung Berufsberatung bei dem Amt für Berufsbildung und -beratung Liechtenstein. 2011 wurde er zertifizierter Trainer für das Zürcher Ressourcen Modell.
Daneben betreibt Kaufmann zusammen mit seiner Frau die Berufsberatung  personare. Seine Frau war früher ebenfalls als Sekundarlehrerin tätig und gehörte von 1995 bis 1999 dem Gemeinderat von Schaan an.

### Politische Karriere
Ursprünglich in einer eher unpolitischen Familie aufgewachsen, kam Kaufmann durch seine Schwester Christel Hilti, welche in der Freien Liste aktiv war, in die Politik. Bei der Landtagswahl in Liechtenstein 2005 kandidierte er erstmals für die Freie Liste für einen Sitz im Landtag des Fürstentums Liechtenstein, konnte jedoch kein Mandat erreichen. Seine nächste Kandidatur bei einer Landtagswahl erfolgte 2017. Er erzielte 1603 Stimmen und wurde damit in den Landtag des Fürstentums Liechtenstein gewählt. Innerhalb der Landtagsfraktion seiner Partei bekleidet er das Amt des Fraktionssprecher.
Des Weiteren kandidierte er 2011 erfolglos für die Freie Liste bei den Gemeindewahlen für einen Sitz im Gemeinderat von Schaan.